# محمد علي فرامرزي
محمد علي فرامرزي (بالفارسية: محمدعلی فرامرزی) هو لاعب كرة قدم إيراني في مركز ظهير ‏، ولد في 1994 في شيراز في إيران. شارك مع منتخب إيران تحت 20 سنة لكرة القدم ومنتخب إيران تحت 23 سنة لكرة القدم. أما مع النوادي، فقد لعب مع نادي شهر خودرو ونادي فجر شهيد سباسي.

## وصلات خارجية
- محمد علي فرامرزي على موقع قاعدة بيانات كرة القدم.إي يو (الإنجليزية)
- محمد علي فرامرزي على موقع Soccerway.com (الإنجليزية)